# 下瓦尔讷通
下瓦尔讷通（法語：Bas-Warneton，法語發音：[ba waʁnətɔ̃]，荷蘭語發音：[ˈneːr.ʋɑːstə(n)]）是比利时瓦隆大区埃諾省的一个城镇。下瓦尔讷通原为一独立市镇，1977年，下瓦尔讷通与市镇科米讷、瓦尔讷通、普卢赫斯泰尔特和豪特姆合并为市镇科米讷-瓦尔讷通，成为了科米讷-瓦尔讷通的一个片区。